# Malatya (province)
La province de Malatya est une des 81 provinces de la Turquie.
Malatya est situé au centre de l'Anatolie avec Sivas au nord, Adiyaman au sud, Kahramanmaraş à l'ouest et Elâzığ à l'est. 
Sa préfecture se trouve dans la ville éponyme de Malatya.

## Géographie
Sa superficie est de 12 313 km2.

## Population
| Districts  | en kurde      | Population |
| ---------- | ------------- | ---------- |
| Malatya    | Meledî        | 465 807    |
| Akçadağ    | Arxa          | 42 313     |
| Arapgir    | Erebgir       | 17 348     |
| Arguvan    | Erxewan       | 9 923      |
| Battalgazi | Melediya kevn | 26 059     |
| Darende    | Darende       | 42 635     |
| Doğanşehir | Wêranşar      | 54 529     |
| Doğanyol   | Doxanyol      | 9 606      |
| Hekimhan   | Hekîm Xan     | 39 017     |
| Kale       | Îzolî         | 8 042      |
| Kuluncak   | Tirsekan      | 16 326     |
| Pötürge    | Şîro          | 25 100     |
| Yazıhan    | Yazixan       | 17 929     |
| Yeşilyurt  | Çirmik        | 40 471     |

| 2000    | 2001    | 2002    | 2003    | 2004    | 2005    | 2006    | 2007    | 2008    |
| ------- | ------- | ------- | ------- | ------- | ------- | ------- | ------- | ------- |
| 685 533 | 691 399 | 696 387 | 701 155 | 706 222 | 711 496 | 716 879 | 722 065 | 733 789 |

| 2009    | 2010    | 2011    | 2012    | 2013    | 2014    | 2015    | 2016    | 2017    |
| ------- | ------- | ------- | ------- | ------- | ------- | ------- | ------- | ------- |
| 736 884 | 740 643 | 757 930 | 762 366 | 762 538 | 769 544 | 772 904 | 781 305 | 786 676 |

| 2018    | 2019    | 2020    | 2021    | 2022    | 2023    | - | - | - |
| ------- | ------- | ------- | ------- | ------- | ------- | - | - | - |
| 797 036 | 800 165 | 806 156 | 808 692 | 812 580 | 742 725 | - | - | - |

## Administration
La province est administrée par un préfet.

## Subdivisions
La province est divisée en 14 districts (cf. ci-dessus).